# Hylaeus infulatus
Hylaeus infulatus is een vliesvleugelig insect uit de familie Colletidae. De wetenschappelijke naam van de soort is voor het eerst geldig gepubliceerd in 1985 door Snelling.